# シンシア・ブリムホール
シンシア・ブリムホール（Cynthia Brimhall、1964年3月10日 - ）は、アメリカのモデルで、B級映画女優。1985年10月にプレイボーイ誌のプレイメイト・オブ・ザ・マンスに選ばれている。

## キャリア
ブリムホールはプレイボーイ誌で活躍した後に、アンディ・シダリス監督の映画に出演し、ナイトクラブの歌手兼秘密捜査官のエディ・スタークを演じた。CBSのクイズ番組『ザ・プライス・イズ・ライト』にはバーカーズ・ビューティの一人として出演した。ブリムホールは2000年8月から2001年9月までラスベガスのハラーズで開催された「Skintight」に出演した。MV『KISS: eXposed』(1987)でジーン・シモンズと共演し、CBSテレビシリーズ『P.S.アイ・ラブ・ユー』のエピソード10「狙われたスター（I'd Kill to Direct）」でドワイト・ヨアカムと共にゲスト出演した。

## フィルモグラフィ

### 出演
- High Roller: The Stu Ungar Story (2003)
- グラマラス・キラーズ Fit to Kill (1993)
- Every Breath (1993)
- グラマラス・ハンターズ Hard Hunted (1992)
- ボディ・エンジェルス/パット・モリタVSプレイメイツ Do or Die (1991)
- スパイ・エンジェル グラマー美女軍団 Guns (1990)
- ピカソ・トリガー/殺しのコード・ネーム Picasso Trigger (1988)
- グラマー・エンジェル危機一発 Hard Ticket to Hawaii (1987)

### 本人
- Playboy Playmate DVD Calendar Collection: The '90s (2004)
- Playboy: Red Hot Redheads (2001)
- Playboy: Playmates Revisited (1998)
- 『ザ・プライス・イズ・ライト』 (1993 – 94)
- Playboy: Playmates at Play (1990)
- Playboy: Sexy Lingerie (1988)
- Playboy Video Playmate Calendar 1987 (1986)